# Montaut (Gers)
Montaut is een gemeente in het Franse departement Gers (regio Occitanie) en telt 116 inwoners (2009). De plaats maakt deel uit van het arrondissement Mirande.

## Geografie
De oppervlakte van Montaut bedraagt 8,4 km², de bevolkingsdichtheid is dus 13,8 inwoners per km².
De onderstaande kaart toont de ligging van Montaut (Gers) met de belangrijkste infrastructuur en aangrenzende gemeenten.

## Demografie
Onderstaande figuur toont het verloop van het inwonertal (bron: INSEE-tellingen).

1. ↑  Populations de référence 2022.